# کاسه‌تراش
کاسه‌تراش شهری در شمال غربی تاجیکستان است که در ناحیهٔ پنجکنت ولایت سغد قرار دارد. جمعیت این جماعت ۱۴٬۴۲۱ نفر است.